# جيريمي ستيوارت
جيريمي ستيوارت (بالإنجليزية: Jeremy Stewart)‏ هو لاعب كرة قدم أمريكية أمريكي، ولد في 17 فبراير 1989 في باتون روج في الولايات المتحدة.

## وصلات خارجية
- جيريمي ستيوارت على موقع مرجع كرة القدم المحترفة.كوم (الإنجليزية)